# Бену
Бену или Бенну в египетската митология е птицата, създала света. Този образ е възприет впоследствие от гърците, сред които е известен като феникс. Те преиначили първоначалния мит, според който, когато птицата-родител умре, нейният наследник оформя яйце от глина с човката си, поставя останките в него и го отнася до родното му място. В гръцката митология фениксът изгаря в пламъци, щом настъпи моментът на смъртта му, а след това се възражда от пепелта.